# Международная Букеровская премия
Международная Букеровская премия (англ. Man Booker International Prize) — литературная премия, учреждённая в 2004 году фондом «Man Group» в дополнение к Букеровской премии для награждения лучших авторов художественной литературы, переведённой на английский язык и изданной в Великобритании или Ирландии.

## История премии
С 2005-го по 2015-й год награждение проводилось один раз в два года за общий вклад в мировую литературу; отсутствовало требование, что работа должна была быть написана на языке, отличном от английского.
После того как в 2015 году были расширены правила Букеровской премии, разрешив участие писателей любой национальности, пишущих на английском языке, Международная Букеровская премия стала её зеркальным отражением и присуждалась за литературные произведения, написанные на другом языке и переведённые на английский. По новому регламенту денежная составляющая в размере £50 000 делится поровну между автором-победителем и переводчиком. Каждый из авторов и переводчиков, включённых в шорт-лист, также получает £2500. До 2019 года премию спонсировал фонд «Man Group», позже — «Crankstart».
На премию может претендовать автор, чей роман или сборник рассказов был опубликован в Великобритании или Ирландии с 1 мая предыдущего года по 30 апреля года вручения. Консультативный совет Международной Букеровской премии, состоящий из 15 человек — литераторов, издателей, членов Букеровского фонда, — ежегодно выбирает пять членов жюри. До 2016 года жюри публиковало только шорт-лист претендентов. После изменения регламента премии, в марте публикуется лонг-лист из 13 претендентов, а в апреле — шорт-лист из шести, среди которых и определяется лауреат. Окончательное решение по победителю остаётся за фондом.

## Лауреаты

### 2005—2015
| Джон Апдайк Сол Беллоу Габриэль Гарсия Маркес Гюнтер Грасс Авраам Б. Иегошуа Милан Кундера Станислав Лем Дорис Лессинг Иэн Макьюэн | Нагиб Махфуз Синтия Озик Кэндзабуро Оэ Филип Рот Мюриэл Сара Спарк Антонио Табукки Томас Элой Мартинес Маргарет Этвуд |

| Джон Бэнвилл Питер Кэри Дорис Лессинг Иэн Макьюэн Элис Манро | Амос Оз / Майкл Ондатже Филип Рот /Саламан Рушди Маргарет Этвуд |

| Марио Варгас Льоса Махасвета Деви Эдгар Доктороу Джеймс Келман Эван С. Коннелл Питер Кэри Арношт Лустиг | / В. С. Найпол Джойс Кэрол Оутс Антонио Табукки Нгуги Ва Тхионго Дубравка Угрешич Людмила Улицкая |

| Ван Аньи Хуан Гойтисоло Джеймс Келман Джон Ле Карре / Амин Маалуф Дэвид Малуф | Дачия Мараини / Рохинтон Мистри Филип Пулман Мэрилин Робинсон Энн Тайлер Су Тун |

| Удупи Анантамурти Аарон Аппельфельд Янь Лянькэ Мари Ндьяй / Иосип Новакович | Мэрилин Робинсон Владимир Сорокин Интизар Хусейн Питер Штамм |

| Сесар Айра Ибрагим аль-Куни Хода Баракат Амитав Гош / Мариз Конде | Миа Коуту Ален Мабанку Марлена ван Никерк Фанни Хоу |

### 2016 —н.в.
| Год  | Фото                                                                          | Лауреат Переводчик                                                | Произведение                                                           | Номинанты (шортлист)                                                                  | Автор Переводчик                                  | Жюри                                                                         | Прим.  |
| ---- | ----------------------------------------------------------------------------- | ----------------------------------------------------------------- | ---------------------------------------------------------------------- | ------------------------------------------------------------------------------------- | ------------------------------------------------- | ---------------------------------------------------------------------------- | ------ |
| 2016 |                                                                               | Хан Ган · (1970) · Республика Корея · Корейский язык              | Вегетарианка (англ. The Vegetarian)                                    | Всеобщая теория забвения (англ. A General Theory of Oblivion)                         | Жузе Агуалуза Даниэль Хан                         | Тамима Анам Дэвид Беллос Дэниел Медин Рут Пэйдел Бойд Тонкин                 | [ 10 ] |
| 2016 | Четыре книги                                                                  | Хан Ган · (1970) · Республика Корея · Корейский язык              | Вегетарианка (англ. The Vegetarian)                                    | Янь Лянькэ Карлос Рохас                                                               |                                                   | Тамима Анам Дэвид Беллос Дэниел Медин Рут Пэйдел Бойд Тонкин                 | [ 10 ] |
| 2016 | Мои странные мысли                                                            | Хан Ган · (1970) · Республика Корея · Корейский язык              | Вегетарианка (англ. The Vegetarian)                                    | Орхан Памук Экин Оклап                                                                |                                                   | Тамима Анам Дэвид Беллос Дэниел Медин Рут Пэйдел Бойд Тонкин                 | [ 10 ] |
| 2016 |                                                                               | Дебора Смит · (1987) · Великобритания                             | Вегетарианка (англ. The Vegetarian)                                    | Вся жизнь (англ. A Whole Life)                                                        | Роберт Зеталер Шарлотта Коллинз                   | Тамима Анам Дэвид Беллос Дэниел Медин Рут Пэйдел Бойд Тонкин                 | [ 10 ] |
| 2016 | История о пропавшем ребёнке (англ. The Story of the Lost Child)               | Дебора Смит · (1987) · Великобритания                             | Вегетарианка (англ. The Vegetarian)                                    | Элена Ферранте Голдстайн, Энн                                                         |                                                   | Тамима Анам Дэвид Беллос Дэниел Медин Рут Пэйдел Бойд Тонкин                 | [ 10 ] |
| 2017 |                                                                               | Дэвид Гроссман · (1954) · Израиль · Иврит                         | Как-то лошадь входит в бар (англ. A Horse Walks into a Bar)            | Зеркало, Плечо, Сигнал (англ. Mirror, Shoulder, Signal)                               | Дорте Норс Миша Хукстра                           | Ник Барли Хелен Морт Дэниел Хан Элиф Шафак Чика Унигве                       | [ 11 ] |
| 2017 | Иуда (англ. Judas)                                                            | Дэвид Гроссман · (1954) · Израиль · Иврит                         | Как-то лошадь входит в бар (англ. A Horse Walks into a Bar)            | Амос Оз Николас де Ланж                                                               |                                                   | Ник Барли Хелен Морт Дэниел Хан Элиф Шафак Чика Унигве                       | [ 11 ] |
| 2017 | Дистанция спасения (англ. Fever Dream)                                        | Дэвид Гроссман · (1954) · Израиль · Иврит                         | Как-то лошадь входит в бар (англ. A Horse Walks into a Bar)            | Саманта Швеблин Меган Макдауэлл                                                       |                                                   | Ник Барли Хелен Морт Дэниел Хан Элиф Шафак Чика Унигве                       | [ 11 ] |
| 2017 |                                                                               | Джессика Коэн · (1973) · США                                      | Как-то лошадь входит в бар (англ. A Horse Walks into a Bar)            | Компас (англ. Compass)                                                                | Матиас Энар Шарлотта Манделл                      | Ник Барли Хелен Морт Дэниел Хан Элиф Шафак Чика Унигве                       | [ 11 ] |
| 2017 | Незримые (англ. The Unseen)                                                   | Джессика Коэн · (1973) · США                                      | Как-то лошадь входит в бар (англ. A Horse Walks into a Bar)            | Рой Якобсен Дон Бартлетт и Дон Шоу                                                    |                                                   | Ник Барли Хелен Морт Дэниел Хан Элиф Шафак Чика Унигве                       | [ 11 ] |
| 2018 |                                                                               | Ольга Токарчук · (1962) · Польша · Польский язык                  | Бегуны (англ. Flights)                                                 | Белая книга (англ. The White Book)                                                    | Хан Ган Дебора Смит                               | Лиза Аппиньянези Хари Кунзру Тим Мартин Хелен Ойейеми Михаэль Хофман         | [ 12 ] |
| 2018 | Вернон Субутекс #1 (англ. Vernon Subutex 1)                                   | Ольга Токарчук · (1962) · Польша · Польский язык                  | Бегуны (англ. Flights)                                                 | Виржини Депант Фрэнк Винн                                                             |                                                   | Лиза Аппиньянези Хари Кунзру Тим Мартин Хелен Ойейеми Михаэль Хофман         | [ 12 ] |
| 2018 | Мир продолжается (англ. The World Goes On)                                    | Ольга Токарчук · (1962) · Польша · Польский язык                  | Бегуны (англ. Flights)                                                 | Ласло Краснахоркаи Джон Батки, Оттилия Мулзет, Джордж Сиртеш                          |                                                   | Лиза Аппиньянези Хари Кунзру Тим Мартин Хелен Ойейеми Михаэль Хофман         | [ 12 ] |
| 2018 |                                                                               | Джениффер Крофт · США                                             | Бегуны (англ. Flights)                                                 | Как угасающая тень (англ. Like a Fading Shadow)                                       | Антонио Молина Камило Рамирес                     | Лиза Аппиньянези Хари Кунзру Тим Мартин Хелен Ойейеми Михаэль Хофман         | [ 12 ] |
| 2018 | Франкенштейн в Багдаде (англ. Frankenstein in Baghdad)                        | Джениффер Крофт · США                                             | Бегуны (англ. Flights)                                                 | Ахмед Саадави Джонатан Райт                                                           |                                                   | Лиза Аппиньянези Хари Кунзру Тим Мартин Хелен Ойейеми Михаэль Хофман         | [ 12 ] |
| 2019 |                                                                               | Джоха Аль-Харти · (1978) · Оман · Арабский язык                   | Небесные тела (англ. Celestial Bodies)                                 | Нетленный прах (англ. The Shape of the Ruins)                                         | Хуан Васкес Энн Маклин                            | Элнатан Джон Панкадж Мишра Морин Фрили Энджи Хоббс Беттани Хьюз              | [ 13 ] |
| 2019 | Непрожитое (англ. The Remainder)                                              | Джоха Аль-Харти · (1978) · Оман · Арабский язык                   | Небесные тела (англ. Celestial Bodies)                                 | Алия Зеран Софи Хьюз                                                                  |                                                   | Элнатан Джон Панкадж Мишра Морин Фрили Энджи Хоббс Беттани Хьюз              | [ 13 ] |
| 2019 | Сосновые острова (англ. The Pine Islands)                                     | Джоха Аль-Харти · (1978) · Оман · Арабский язык                   | Небесные тела (англ. Celestial Bodies)                                 | Марион Пошманн Джен Кальеха                                                           |                                                   | Элнатан Джон Панкадж Мишра Морин Фрили Энджи Хоббс Беттани Хьюз              | [ 13 ] |
| 2019 |                                                                               | Мэрилин Бут · (1955) · США                                        | Небесные тела (англ. Celestial Bodies)                                 | Веди свой плуг по костям мертвецов (англ. Drive Your Plow Over the Bones of the Dead) | Ольга Токарчук Антония Ллойд-Джонс                | Элнатан Джон Панкадж Мишра Морин Фрили Энджи Хоббс Беттани Хьюз              | [ 13 ] |
| 2019 | Годы (англ. The Years)                                                        | Мэрилин Бут · (1955) · США                                        | Небесные тела (англ. Celestial Bodies)                                 | Анни Эрно Элисон Л. Стрейер                                                           |                                                   | Элнатан Джон Панкадж Мишра Морин Фрили Энджи Хоббс Беттани Хьюз              | [ 13 ] |
| 2020 |                                                                               | Марике Лукас Рейневелд · (1991) · Нидерланды · Нидерландский язык | Неловкий вечер (англ. The Discomfort of Evening)                       | Приключения китайского железа (англ. The Adventures of China Iron)                    | Габриэла Камара Айона Макинтайрр и Фиона Макинтош | Люси Кампос Джениффер Крофт Валерия Луизелли Джит Тайил Тед Ходжкинсон       | [ 14 ] |
| 2020 | Тилль (англ. Tyll)                                                            | Марике Лукас Рейневелд · (1991) · Нидерланды · Нидерландский язык | Неловкий вечер (англ. The Discomfort of Evening)                       | Даниэль Кельман Росс Бенджамин                                                        |                                                   | Люси Кампос Джениффер Крофт Валерия Луизелли Джит Тайил Тед Ходжкинсон       | [ 14 ] |
| 2020 | Время ураганов (англ. Hurricane Season)                                       | Марике Лукас Рейневелд · (1991) · Нидерланды · Нидерландский язык | Неловкий вечер (англ. The Discomfort of Evening)                       | Фернанда Мельчорр Софи Хьюз                                                           |                                                   | Люси Кампос Джениффер Крофт Валерия Луизелли Джит Тайил Тед Ходжкинсон       | [ 14 ] |
| 2020 |                                                                               | Мишель Хатчисон · (1972) · Великобритания                         | Неловкий вечер (англ. The Discomfort of Evening)                       | Полиция памяти (англ. The Memory Police)                                              | Ёко Огава Стивен Снайдер                          | Люси Кампос Джениффер Крофт Валерия Луизелли Джит Тайил Тед Ходжкинсон       | [ 14 ] |
| 2020 | Просвещение сливового дерева (англ. The Enlightenment of The Greengage Tree)  | Мишель Хатчисон · (1972) · Великобритания                         | Неловкий вечер (англ. The Discomfort of Evening)                       | Шокуфе Азар анонимный переводчик                                                      |                                                   | Люси Кампос Джениффер Крофт Валерия Луизелли Джит Тайил Тед Ходжкинсон       | [ 14 ] |
| 2021 |                                                                               | Давид Диоп · (1966) · Франция · Французский язык                  | Ночью вся кровь — чёрная (англ. At Night All Blood Is Black)           | Война бедняков (англ. The War of the Poor)                                            | Эрик Вюйяр Марк Полицотти                         | Нил Мукерджи Оливетт Отель Джордж Сиртеш Люси Хьюз-Хэллетт Аида Эдемариам    | [ 15 ] |
| 2021 | Когда мы перестали понимать мир (англ. When We Cease to Understand the World) | Давид Диоп · (1966) · Франция · Французский язык                  | Ночью вся кровь — чёрная (англ. At Night All Blood Is Black)           | Бенхамин Лабатут Адриан Натан Уэст                                                    |                                                   | Нил Мукерджи Оливетт Отель Джордж Сиртеш Люси Хьюз-Хэллетт Аида Эдемариам    | [ 15 ] |
| 2021 | Персонал (англ. The Employees)                                                | Давид Диоп · (1966) · Франция · Французский язык                  | Ночью вся кровь — чёрная (англ. At Night All Blood Is Black)           | Ольга Равн Мартин Эйткен                                                              |                                                   | Нил Мукерджи Оливетт Отель Джордж Сиртеш Люси Хьюз-Хэллетт Аида Эдемариам    | [ 15 ] |
| 2021 |                                                                               | Анна Мошовакис · США/ Греция                                      | Ночью вся кровь — чёрная (англ. At Night All Blood Is Black)           | Памяти памяти (англ. In Memory of Memory)                                             | Мария Степанова Саша Дагдейл                      | Нил Мукерджи Оливетт Отель Джордж Сиртеш Люси Хьюз-Хэллетт Аида Эдемариам    | [ 15 ] |
| 2021 | Опасности курения в постели (англ. The Dangers of Smoking in Bed)             | Анна Мошовакис · США/ Греция                                      | Ночью вся кровь — чёрная (англ. At Night All Blood Is Black)           | Мариана Энрикес Меган Макдауэлл                                                       |                                                   | Нил Мукерджи Оливетт Отель Джордж Сиртеш Люси Хьюз-Хэллетт Аида Эдемариам    | [ 15 ] |
| 2022 |                                                                               | Гитанджали Шри · (1957) · Индия · Хинди                           | Могила из песка (англ. Tomb of Sand)                                   | Небеса (англ. Heaven)                                                                 | Миэко Каваками Сэм Бетт и Дэвид Бойд              | Фрэнк Винн Петина Гаппа Вив Гроскоп Джереми Тианг Мерве Эмре                 | [ 16 ] |
| 2022 | Элена знает (англ. Elena Knows)                                               | Гитанджали Шри · (1957) · Индия · Хинди                           | Могила из песка (англ. Tomb of Sand)                                   | Клаудиа Пиньейро Фрэнсис Риддл                                                        |                                                   | Фрэнк Винн Петина Гаппа Вив Гроскоп Джереми Тианг Мерве Эмре                 | [ 16 ] |
| 2022 | Книги Якова (англ. The Books of Jacob)                                        | Гитанджали Шри · (1957) · Индия · Хинди                           | Могила из песка (англ. Tomb of Sand)                                   | Ольга Токарчук Джениффер Крофт                                                        |                                                   | Фрэнк Винн Петина Гаппа Вив Гроскоп Джереми Тианг Мерве Эмре                 | [ 16 ] |
| 2022 |                                                                               | Дейзи Роквелл · (1969) · США                                      | Могила из песка (англ. Tomb of Sand)                                   | Другое имя. Септология VI—VII (англ. A New Name: Septology VI—VII)                    | Юн Фоссе Дэмион Сёрлз                             | Фрэнк Винн Петина Гаппа Вив Гроскоп Джереми Тианг Мерве Эмре                 | [ 16 ] |
| 2022 | Проклятый кролик (англ. Cursed Bunny)                                         | Дейзи Роквелл · (1969) · США                                      | Могила из песка (англ. Tomb of Sand)                                   | Бора Чанг Антон Хо                                                                    |                                                   | Фрэнк Винн Петина Гаппа Вив Гроскоп Джереми Тианг Мерве Эмре                 | [ 16 ] |
| 2023 |                                                                               | Георгий Господинов · (1968) · Болгария · Болгарский язык          | Времеубежище (англ. Time Shelter)                                      | Мертворождённая (англ. Still Born)                                                    | Гуадалупе Неттель Розалинд Харви                  | Лейла Слимани Уиллем Блэкер Тан Тван Энг Парул Сехгал Фредерик Студеманн     | [ 17 ] |
| 2023 | Стой прочно (англ. Standing Heavy)                                            | Георгий Господинов · (1968) · Болгария · Болгарский язык          | Времеубежище (англ. Time Shelter)                                      | Gauz Фрэнк Винн                                                                       |                                                   | Лейла Слимани Уиллем Блэкер Тан Тван Энг Парул Сехгал Фредерик Студеманн     | [ 17 ] |
| 2023 | Евангелие от Нового Света (англ. The Gospel According to the New World)       | Георгий Господинов · (1968) · Болгария · Болгарский язык          | Времеубежище (англ. Time Shelter)                                      | Мариз Конде Ричард Филкокс                                                            |                                                   | Лейла Слимани Уиллем Блэкер Тан Тван Энг Парул Сехгал Фредерик Студеманн     | [ 17 ] |
| 2023 |                                                                               | Анджела Родель · (1974) · Великобритания/ · США                   | Времеубежище (англ. Time Shelter)                                      | Кит (англ. Whale)                                                                     | Чхон Мёнгван Ким Джиён                            | Лейла Слимани Уиллем Блэкер Тан Тван Энг Парул Сехгал Фредерик Студеманн     | [ 17 ] |
| 2023 | Скала (англ. Boulder)                                                         | Анджела Родель · (1974) · Великобритания/ · США                   | Времеубежище (англ. Time Shelter)                                      | Эва Бальтасар Джулия Санчес                                                           |                                                   | Лейла Слимани Уиллем Блэкер Тан Тван Энг Парул Сехгал Фредерик Студеманн     | [ 17 ] |
| 2024 |                                                                               | Дженни Эрпенбек · (1967) · Германия · Немецкий язык               | Кайрос (англ. Kairos)                                                  | Это не река (англ. Not a River)                                                       | Сельва Альмада Энни Макдермотт                    | Элеанор Вахтель Натали Диас Ромеш Гунесекера Уильям Кентридж Аарон Робертсон | [ 18 ] |
| 2024 | Три поколения железнодорожников (англ. Mater 2-10)                            | Дженни Эрпенбек · (1967) · Германия · Немецкий язык               | Кайрос (англ. Kairos)                                                  | Хван Сок Ён Сора Ким-Расселл и Ёнджэ Джозефин Пэ                                      |                                                   | Элеанор Вахтель Натали Диас Ромеш Гунесекера Уильям Кентридж Аарон Робертсон | [ 18 ] |
| 2024 | О чём я предпочёл бы не думать (англ. What I’d Rather Not Think About)        | Дженни Эрпенбек · (1967) · Германия · Немецкий язык               | Кайрос (англ. Kairos)                                                  | Йенте Постума Сара Тиммер Харви                                                       |                                                   | Элеанор Вахтель Натали Диас Ромеш Гунесекера Уильям Кентридж Аарон Робертсон | [ 18 ] |
| 2024 |                                                                               | Михаэль Хофман · (1957) · Германия/ · Великобритания              | Кайрос (англ. Kairos)                                                  | Кривой плуг (англ. Crooked Plow)                                                      | Итамар Виейра Жуниор Джонни Лоренц                | Элеанор Вахтель Натали Диас Ромеш Гунесекера Уильям Кентридж Аарон Робертсон | [ 18 ] |
| 2024 | Детали (англ. The Details)                                                    | Михаэль Хофман · (1957) · Германия/ · Великобритания              | Кайрос (англ. Kairos)                                                  | Ия Генберг Кира Йозефссон                                                             |                                                   | Элеанор Вахтель Натали Диас Ромеш Гунесекера Уильям Кентридж Аарон Робертсон | [ 18 ] |
| 2025 |                                                                               | Бану Муштак · (1948) · Индия · каннада                            | Сердечная лампа: Избранные истории(англ. Heart Lampː Selected Stories) |                                                                                       |                                                   |                                                                              |        |